# Sehnde
Sehnde je grad i samostalna općina u Donjoj Saskoj na jugoistočnome rubu Hanoverske regije. Sastoji se od 15 okruga s otprilike 24 500 žitelja.

## Geografija
Sehnde graniči s, počevši od jugozapada u smjeru kazaljke na satu, s Laatzenom, Hannoverom i Lehrteom te Hohenhamelnom i Algermissenom.

## Povijest

### Rana povijest
Područje današnjega grada Sehnde bilo je naseljeno već tijekom željeznoga doba u prvom tisućljeću prije Krista do vremena Velike seobe naroda u petom ili šestom stoljeću poslije Krista pri čemu nije poznato je li se naseljenost nastavila.
Iz ovoga vremena potječu arheološki nalazi koji su otkriveni iskapanjima iz 2017. prilikom gradnje novoga područja otprilike jedan kilometar sjeverno od gradskog središta. To uključuje ostatke zemunicā i tragove iz manjih skladišnih zgrada, kao i ostatke plitkih ognjišta i trosku od taljenja željeza. Keramičke krhotine pronađene u otpadnim jamama omogućile su datiranje razdoblja naseljavanja.

### Srednji vijek
Oko 800. godine područje oko Sehndea naseljeno je franačkim vojnim kolonistima. Prvi dokumentirani spomen imena Sehnde potječe iz 1147. godine. Nakon više vojnih sukoba područje je podijeljeno između Welfā Braunschweig-Lüneburga i Hochstift Hildesheima. U ovo vrijeme deset okruga grada pripadalo je Velikoj slobodnoj regiji i time do 1885. i okrugu Burgdorf, dok je ostalih pet pripadalo okruzima Hannoveru i Hildesheimu.
Zbog povijesne pripadnosti različitim područjima današnji gradski kotari bili su raspoređeni među trima upravnim okruzima Lüneburg, Hannover i Hildesheim sve do reforme Donje Saske 1970-ih. Do 31. prosinca 2004. Sehnde je pripadao tadašnjem upravnom okrugu Hannover koji je, kao i svi upravni okruzi Donje Saske, raspušten.
Vidi još: Sörßen

### Nova općina Sehnde
Reformom koja je stupila na snagu 1. ožujka 1974. nastala je nova općina iz 15 ranije samostalnih gradskih kotara Bilm, Bolzum, Dolgen, Evern, Gretenberg, Haimar, Höver, Ilten, Klein Lobke, Müllingen, Rethmar, Sehnde, Wassel, Wehmingen i Wirringen.

### Razvoj broja stanovnika
- 1961. – 18 223
- 1970. – 18 524
- 1998. – 19 787
- 1999. – 20 241
- 2000. – 20 759
- 2001. – 21 123
- 2002. – 21 543
- 2003. – 21 902
- 2004. – 22 198
- 2005. – 22 759
- 2010. – 23 497
- 2014. – 24 202
- 2015. – 23 489
- 2016. – 23 584
- 2017. – 23 505
- 2022. – 25 133
- 2024. – 24 522

## Religija
Luteransko-evangelička zajednica Sehndea pripada crkvenome okrugu Burgdorf. Njoj pripada i povijesna Kreuzkirche (crkva Svetog križa) na južnom kraju nekadašnjega seoskog središta današnjeg Sehndea. Kuća Bonhoeffer s crkvenom dvoranom i društvenim prostorijama, izgrađena 1963. na Papenholzu, napuštena je 2012. i prodana gradu.
Katolička župa Svete Marije pripada hanoverskomu dekanatu. Ima istoimenu crkvu iz 1955. na Papenholzu.
Zajednica Evangeličke slobodne Crkve Sehnde ima svoju zgradu na Steinwegu; do 2006. godine ovdje je bila smještena novoapostolska zajednica Sehnde. Najbliža novoapostolska crkva sada je osam kilometara udaljena u Lehrteu. Biblijska zajednica Sehndea održava svoje službe u općinskom sastajalištu.
Jehovini svjedoci također imaju zgradu za sastanke u Sehndeu. Postoje i druge crkve u drugim četvrtima.

## Kultura
U Rethmaru se nalazi Mjesni muzej Sehndea, a vodi ga udruga Regional-Museum Sehnde.
U Wehmingenu se nalazi Hanoverski muzej tramvajā koji vodi istoimena udruga, a koji se nalazi na negdašnjem rudniku potaše Hohenfels. Kulturna udruga Sehnde, koja postoji od 1979. godine, nudi mjesečna kulturna događanja između ostaloga u području kazališta i književnosti.
Samo središte grada obilježeno je karakterističnim građevinama:
- evangelička crkva Svetog križa (Kreuzkirche) s romaničkim tornju i baroknim brodom
- katolička župna crkva svete Marije iz 1955., jednostavna dvoranska crkva
- gradska vijećnica iz 1976. sa zvonom
- Kugelbake (kuglasti svjetionik), umanjena inačica onoga u Cuxhavenu
- Kooperative Gesamtschule Sehnde (KGS Sehnde), kooperativna zajednička škola (u njoj se nalazi više smjerova poput gimnazije ili strukovne škole)

- Gradska vijećnica
- Ssredišnje raskrižje
- Kreuzkirche
- katolička crkva svete Marije

- KGS Sehnde
- Am Mittellandkanal

## Ekonomija
U Sehndeu je tvrtka Keramische Hütte proizvodila opeke od oko 1900. godine do zatvaranja 1982. godine. Četvrti današnjeg grada Sehnde bile su poljoprivredne, a većina četvrti pretvorena je u stambena područja od 1970-ih. Godine 2004. otvoren je kazneno-popravni dom Sehnde što je dodatno povećalo broj stanovnika.
Desetljećima je rudarstvo potaše bilo najvažnija industrija. Prvi rudnik potaše potopljen je 1896. u Wehmingenu na mjestu koje je danas poznato kao  Hohenfels, a rudarenje je počelo 1902. godine. Financiranje je ovdje obustavljeno 1927. godine; u središtu grada i četvrti Ilten potaša se vadila za proizvodnju gnojiva i soli za ceste do 1990-ih. Pripojena tvornica gnojiva i soli za ceste nastavlja s radom.

### Rudnici potaše
Rudnik Hohenfels prestao je s radom 1982. godine. Tuneli su punjeni lužinom iz odlagališta Friedrichshall od 1984. do 1992. godine. Tvornica potaše Friedrichshall radila je od 1905. do 1981. godine. Njime je upravljao Kali Chemie AG do 1981., a zatim ga je preuzeo K+S AG i njime je nastavio upravljati do 1994. godine. Proizvodila su se isključivo gnojiva. Postrojenje za potašu Hugo u Iltenu bilo je dio zajedničkog rudnika Bergmannssegen-Hugo. Nakon gašenja proizvodnje krajem 1994. godine tvornica je nastavila proizvoditi kalijevo gnojivo od dobavljenih sirovina. Jama je trenutačno potopljena salamurom i slatkom vodom.
Uz ostala manja industrijska poduzeća u Sehndeu je do 1987. postojala tvornica šećera, a u Höveru i danas postoji tvornica cementa.

## Poznate ličnosti
- Georg Wilhelm Friedrich Beneken (1765. – 1824.), svećenik, filozof i publicist
- Dieter Warnecke (1956. – 2019.), general pukovnik Bundeswehra
- Thomas Sonar (1958. – ), matematičar
- Birgit Honé (1960. – ), političarka (SPD) i državna ministrica, živi u Sehndeu
- Gernot Marx (1966 – ), liječnik intenzivne medicine i sveučilišni profesor
- Heidi Köpp-Junk (prije 1970. – ), egiptologinja, srednjoškolska nastavnica, glazbena arheologinja i pjevačica
- Michael Thiede (1981. – ), rukometaš, proveo djetinjstvo u Sehndeu
- Gregor Rohmann (1970. – ), povjesničar, proveo djetinjstvo i mladost u Sehndeu